# Meazzi (azienda)
La Meazzi è stata una azienda Italiana produttrice e distributrice di chitarre, organi elettronici, batterie e amplificatori.
Il suo logo storico è stato una M maiuscola sovrastata dal nome Meazzi.

## Storia
Fondata il 24 luglio 1946 da Enrico Meazzi - già produttore e importatore di orologi - e liquidata negli anni novanta. La prima sede fu a Milano in via Bligny 27. Nel 1953, con l'ingresso dei fratelli Remo e Marino, oltre a Luigi Scarpini, la ditta si spostò in via Beatrice D'Este.
Le Meazzi non avrà mai un proprio stabilimento costruttivo, preferendo dedicarsi alla distribuzione di prodotti terzi e alla ricerca e sviluppo di prodotti propri da far costruire altrove e da lanciare sul mercato, grazie a una strategia di assunzione di personaggi affermati e di sponsorizzazione di artisti celebri. I primi prodotti della Meazzi - chitarre acustiche - negli anni cinquanta vengono realizzate in Sicilia, ed a Stradella (Pavia) da varie piccole aziende, fra cui quella di Giuseppe Panati, produttore anche di fisarmoniche, e vendute col marchio FRAMEZ (FRAtelli MEaZzi).
Alla fine degli anni sessanta viene inaugurata la nuova sede in via Piatti. Nel 1957 i Meazzi iniziano a collaborare con Wandré e con Franco Caldironi, iniziando una progettazione in proprio di chitarre e batterie, queste ultime fino a allora solo importate dagli Stati Uniti.
Tra il 1958 e il 1959 inizia la produzione delle batterie. Le prime furono le Jolly, fatte costruite in Brianza con cartone pressato. A queste seguirono le Hollywood.
Le chitarre acustiche iniziarono poi ad essere prodotte dallo stesso Panati di Stradella, e così anche le elettriche solid body, dal 1962. Oltre al marchi Framez, Meazzi registra il marchio Hollywood, destinato ai professionisti.
Dal 1963 al 1969 le chitarre furono prodotte dai fratelli Polverini a Castelfidardo, iniziando a sperimentare nuove tecnologie il cui primo esito fu la chitarra jazz Jupiter, per il cui sviluppo e collaudo la Meazzi si rivolse a Luciano Zuccheri; la Meazzi iniziò anche la produzione siciliana di chitarre DYNELECTRON, imitando la gamma di strumenti dell'americana Danelectro. Meazzi produsse anche chitarre semiacustiche, le elettroniche, impianti voce, microfoni, i primi impianti con eco a nastro, oltre a marchiare e distribuire tastiere prodotte da altri. La capacità di Meazzi fu quella di sponsorizzare personaggi celebri quali Cliff Richard ed altri musicisti in voga. Negli anni sessanta interessante è anche la produzione di amplificatori: si pensi al Paramount 1960 od al Meazzi 777, se non al Meazzi Ultrasonic Vibrato.
Meazzi fondò negli anni sessanta la EDM Edizioni Discografiche Meazzi e diverse sottoetichette (Hollywood, Panoramic Record, Astraphon) e mantenne il settore di appartenenza: la costruzione ed assemblaggio di orologi.
Alla fine degli anni sessanta la parabola Meazzi discese, complice la fama di vendere tecnologia di non elevatissima qualità a prezzi elevati. Dal 1969 inizia a calare la produzione di chitarre, bassi elettrici seguita da quella di batterie. A questa si sostituisce un'attività distributiva di prodotti altrui, sia marchiati Meazzi (fisarmoniche, tastiere, accordiette), che vendute con il marchio del produttore originale (quali le chitarre Eko, Brandoni, Moreschi e Beccacece).
Negli anni settanta Meazzi continua a produrre amplificatori di medio livello, accessori, distribuendo anche marchi stranieri in Italia. La sede si trasferisce in via Bellerio prima, e successivamente a Paderno Dugnano in via Amendola.
In quest'ultima sede la Meazzi, divenuta una società per azioni, si dedica ormai esclusivamente alla distribuzione,  continua ad esistere fino agli anni 90, cessando progressivamente ogni attività commerciale. Oggi non è più esistente.